# Anacréon (Rameau, 1757)

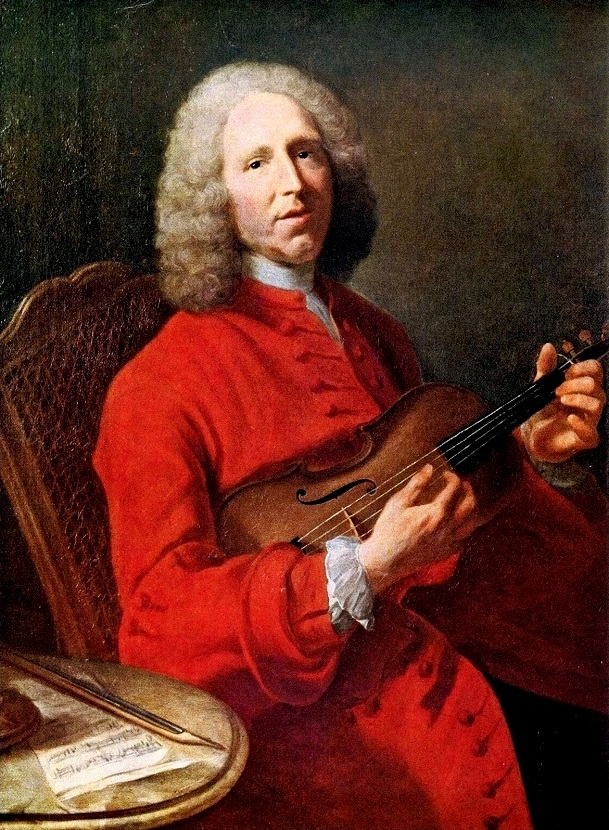
Jean-Philippe Rameau

För Rameaus opera med samma namn från 1754, se Anacréon.
Anacréon är en opera (acte de ballet) med musik av Jean-Philippe Rameau och libretto av Pierre-Joseph Bernard.

## Historia
1754 komponerade Rameau en opera till ett libretto av Louis de Cahusac med titeln Anacréon. Tanken var att operan skulle bli en del av en opéra-ballet i tre akter med titeln Les Beaux Jours de l'Amour. Rameau hade svårt att färdigställa verket och övergav så småningom idén. Tre år senare reviderade Rameau om sin opera Les Surprises de l'amour för en uppsättning på Parisoperan och komponerade en helt ny akt med titeln Anacréon. Premiären var den 31 maj 1757.

## Personer
- L'Amour (Cupido) (sopran)
- Anacréon (Anakreon) (basbaryton)
- La prêtresse de Bacchus (Bacchus prästinna) (sopran)
- Lycoris (dansare)
- Agathocle (haute-contre)
- Euricles (haute-contre)

## Handling
Poeten Anacréon hävdar att vin och kärlek är jämförbara. Bacchus prästinna hävdar motsatsen men Anacréons syn på saken segrar till slut.